# Franz Kiggelaer
Franz Kiggelaer (getauft 4. Dezember 1648 in Haarlem; † Dezember 1722 in Den Haag) war ein niederländischer Apotheker und Botaniker. Sein offizielles botanisches Autorenkürzel lautet „Kiggel.“

## Leben
Franz Kiggelaer wurde am 4. Dezember 1648 getauft. Er war der Sohn von Jan Krijgelaer (Kiggelaer) aus Den Haag und dessen Frau Isabelle Cruyshoeck aus Delft. Kiggelaer war Verwalter des Gartens von Simon van Beaumont in Leiden. 1690 veröffentlichte er unter dem Titel Horti Beaumontiani: Exoticarum Plantarum Catalogus… ein Pflanzenverzeichnis dieses Gartens.
Gemeinsam mit Frederik Ruysch vollendete er den ersten Band von Jan Commelins Horti medici Amstelodamensis rariorum, der 1697 erschien. Kiggelaer wurde am 22. Dezember 1722 in Den Haag bestattet.

## Ehrentaxon
Carl von Linné benannte ihm zu Ehren die Gattung Kiggelaria der Pflanzenfamilie Achariaceae.

## Schriften
- Horti Beaumontiani: Exoticarum Plantarum Catalogus… Den Haag 1690.